# Luis Carvajal y Melgarejo
Luis María de Carvajal y Melgarejo (12 de octubre de 1871-9 de julio de 1937) fue un militar y político español.

## Biografía

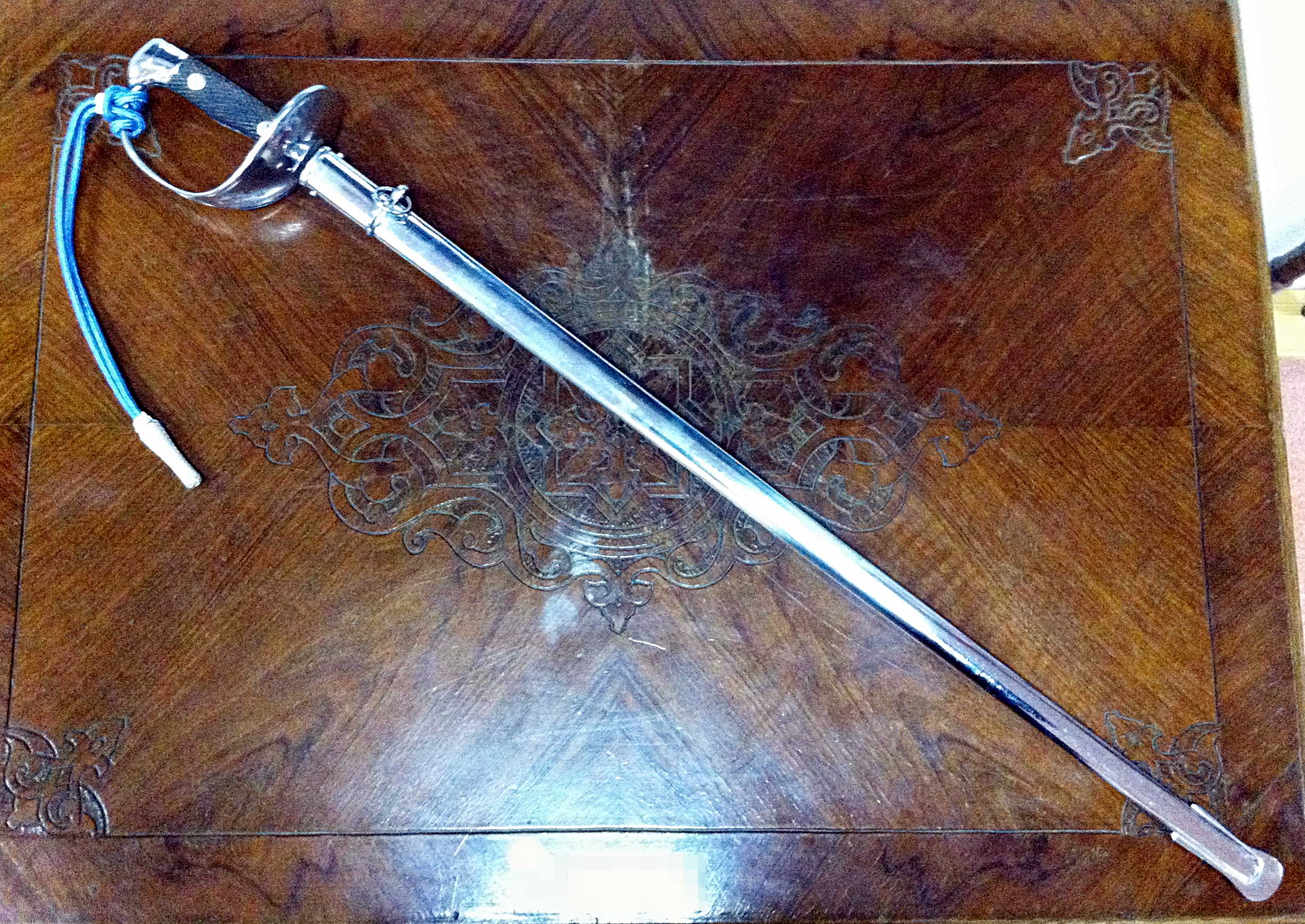
Espada-sable modelo Puerto-Seguro

Nació el 12 de octubre de 1871 en Madrid. Hijo de María Dolores Melgarejo Valarino y de Luis Carvajal y Fernández de Córdoba, XI marqués de Puerto Seguro. Luis de Carvajal creció en el seno de una familia de la alta sociedad madrileña dedicada en su mayor parte a la política nacional.
Capitán de caballería, ideó el diseño de la espada-sable conocida como modelo Puerto-Seguro. Político del Partido Conservador, resultó elegido diputado de las Cortes de la Restauración por el distrito salmantino de Vitigudino en los sucesivos comicios de 1910, 1914, 1916 y 1918.
Grande de España, ostentó los títulos nobiliarios de duque de Aveyro, marqués de Puerto Seguro, conde de Bailén, marqués de Goubea, conde de Cabrillas y conde de Portalegre.
Falleció el 9 de julio de 1937.